# Forte de Mandiatuba
O Forte de Mandiatuba, também grafado como Forte de Mandiutuba, localizava-se na altura da atual Monte Alegre, no interior do estado do Pará, no Brasil.

## História
Embora a sua localização precisa seja desconhecida, BAENA situa-o "pouco distante do rio Maxipana, que corre para o Xingú, não muito afastado da Vila de Veiros.", ao passo que RIO BRANCO informa apenas que o forte foi erguido na margem direita do rio Amazonas.
GARRIDO (1940) localiza-o próximo a Gurupá e à vila de Veiros. Atribui-o a forças neerlandesas, erguido em início do século XVII, tendo sido conquistado por forças portuguesas, sob o comando do Capitão Pedro Teixeira, na noite de 23 de maio de 1625. Aproveitando-se das trevas e de uma forte tempestade, os neerlandeses sobreviventes escaparam, refugiando-se entre os ingleses estabelecidos na província dos Tocujus (costa do atual Amapá). A fortificação neerlandesa foi arrasada (op. cit., p. 22).
A seu respeito CERQUEIRA E SILVA (1833), deixou registrado:
"Ao mesmo passo que os holandeses ocupavam hostilmente a Bahia, Pernambuco, e Ceará, outros, comandados por Nicolao Hosdan, e Filipe Porcel continuavam a infestar as margens do Amazonas, bem como uma porção de ingleses e irlandeses. Pedro Teixeira foi encarregado de expulsá-los, e acometendo-os no seu acampamento das vizinhanças do Gurupá, no sítio Mandiutuba, na madrugada de 23 de Maio de 1625, e depois no forte dos Tucujús, onde tinham a sua principal guarnição, foram, em ambas as ocasiões derrotados, perecendo no conflito os próprios comandantes Hosdan e Porcel, e arrasadas as fortificações." (op. cit., p. 190)